# Vladimir Leban
Vladimir Leban, slovenski geograf,  * 16. marec 1912, Trst, † 23. december 1976, Ljubljana.
Leban je leta 1941 diplomiral na ljubljanski Filozofski fakulteti (FF) in prav tam 1964 tudi doktoriral. Od leta 1946 do 1962 je bil upravnik Zemljepisnega muzeja in predavatelj na Pedagoški akademiji v Ljubljani, ter od 1962 do 1976 predavatelj na oddelku za geografijo na FF v Ljubljani, od 1965 kot docent za regionalno geografijo Jugoslavije in Evrope (izven SSSR). 